# Charles Ber Chavel
Charles Ber Chavel (hébreu : חיים דוב שעוועל Hayim Dov Shevel) est un rabbin, auteur et éditeur américain du XXe siècle (Ciechanów, 1906 - Jérusalem, 1982).

## Éléments biographiques
Charles B. Chavel naît sous le nom de Chayim Dov à Ciechanów. Après avoir émigré aux États-Unis en 1919, il étudie à la yeshiva de Skokie (en), à Chicago, et est nommé rabbin dix ans plus tard.
De 1924 à 1945, il officie comme rabbin de la congrégation Anshei Sfard de Louisville (Kentucky). Il dirige ensuite pendant un an les activités synagogales de l’Union of Orthodox Jewish Congregations of America avant de devenir, en 1946, le rabbin de la congrégation Shaare Zedek à Edgemere, dans le Queens. Lauréat du prix Harav Kook en 1954, il édite à partir de 1957 le journal Hadorom du Rabbinical Council of America (en), dont il est membre.
En 1977, il s’établit en Israël et rejoint la direction du Mossad Harav Kook (en), occupant cette fonction jusqu’à sa mort cinq ans plus tard. Décédé à New York, il est enterré à Bet Shemesh.

## Œuvres
Charles B. Chavel était l’un des auteurs américains les plus productifs dans le domaine de la littérature rabbinique. Parmi ses travaux :
- (en) Book of Divine Commandments, une traduction commentée du Sefer Hamitzvot de Maïmonide (1940),
- (he) Perouhsei laTorah lèRabbenou Moshe ben Nahman, une édition critique et annotée du commentaire de Nahmanide sur le Pentateuque (2 volumes, 1959–1960),
- (en) Ramban, His Life and Teachings, une biographie de Nahmanide (1960),
- (he) Kitvei haRamban, comprenant d’autres ouvrages de Nahmanide, ses sermons, sa correspondance et sa relation de la disputation de Barcelone (1962),
- (he) Peroush Rabbenou Bahya al haTorah, une édition critique et annotée du commentaire de Bahya ben Asher (en) sur le Pentateuque (1966–1968),
- (he) Kol Kitvei Rabbenou Bahya, une édition critique des autres écrits de Bahya (1970),
- (he) Hizkouni : Peroushei HaTorah lèRabbenou Hizkiya ben Mano'ah, une édition critique du commentaire de Hizkiya ben Manoah sur le Pentateuque (1981),
- (he) Sefer Hamitzvot LèhaRambam im Hassagot HaRamban, une édition critique des objections de Nahmanide au Sefer Hamitzvot de Maïmonide (1982),
- (he) Peroushei Rashi al haTorah, une édition critique et annotée du commentaire de Bahya ben Asher (en) sur le Pentateuque (1982).

Il a aussi publié les éditions critiques de commentaires anciens sur la Bible et le Talmud, dont ceux de Hananel ben Houshiel et Isaïe de Trani l’Ancien (en), un commentaire de David HaLevi Segal (en) sur celui de Rachi (1978) et l’entrée Bahya ben Asher dans l’Encyclopedia of Torah Thought (1980).